# 20883 Gervais
20883 Gervais este un asteroid din centura principală de asteroizi.

## Descriere
20883 Gervais este un asteroid din centura principală de asteroizi. A fost descoperit pe 3 noiembrie 2000 la Socorro, New Mexico, în cadrul proiectului LINEAR. Asteroidul prezintă o orbită caracterizată de o semiaxă mare de 2,25 ua, o excentricitate de 0,13 și o înclinație de 5,9° în raport cu ecliptica.